# Многа (притока Великої)
Многа — річка в Росії, протікає по Псковській області. Устя річки знаходиться у 26 км на правому березі річки Великої. Довжина річки складає 58 км, площа водозбірного басейну 665 км. Назва є слов'янською калькою з балтійської основи daug- «багатий, багатий» (пор. Даугава).

## Притоки
- В 46 км від гирла, лівим берегом річки впадає річка Березниця.
- В 43 км від гирла, правому березі річки впадає річка Наверека.
- В 25 км від гирла, правому березі річки впадає річка Лоб'янка.
- В 20 км від гирла, лівим берегом річки впадає річка Зарізниця.
- В 8 км від гирла, правому березі річки впадає річка Дубина.

## Дані водного реєстру
За даними державного водного реєстру Росії відноситься до Балтійського басейнового округу, водогосподарська ділянка річки — Велика. Належить до річкового басейну річки Нарва (російська частина басейну). Код об'єкта в державному водному реєстрі — 01030000212102000029065.